# Jean-Charles Naouri
Pour les articles homonymes, voir Naouri.
Jean-Charles Naouri, né le 8 mars 1949 à Bône (Algérie), est un homme d'affaires, financier et chef d'entreprise français. Il a dirigé de 2005 à mars 2024 le Groupe Casino qui regroupe les enseignes de  grande distribution éponymes, ainsi que Monoprix, Naturalia, Franprix, Leader Price et le site de commerce en ligne Cdiscount.
Afin de contrôler l'entreprise, il s'appuie sur un système de holdings pyramidales (Euris SAS, Finatis, Foncière Euris et Rallye) qui permet à un actionnaire de prendre le contrôle d'un groupe important avec un apport personnel faible en capital.
Confronté à un fort endettement et une remise en cause de son modèle économique, son groupe est fragilisé depuis 2015 sous la pression de spéculateurs et créanciers.
Sa fortune, estimée à plus d'1 milliard d'euros en 2015, a chuté à 116 millions d’euros en 2022 puis environ 50 millions d'euros en juillet 2023, avec l'effondrement du cours de bourse de l'entreprise Casino,.
Il quitte ses fonctions de PDG du Groupe Casino le mercredi 27 mars 2024.

## Jeunesse et études

### Famille
Jean-Charles Naouri est né à Annaba (appelée alors Bône) en 1949. C'est le fils d'un pédiatre algérien et d'une agrégée d'anglais. Sa mère l'a élevé seule. Un oncle maternel, qui eut une certaine influence sur son orientation, était professeur d’université.
Frère de l'homme d'affaires Jean-Yves Naouri, il est le père de trois enfants : Gabriel Naouri (d'un premier mariage, également homme d'affaires), Emmanuelle Naouri et Mickaël Naouri.
Jean-Charles Naouri se marie en 2007 et divorce en 2022. La même année, sa conjointe dépose une plainte pour violences psychologiques et viol.

### Formation
Il arrive en France métropolitaine avec sa mère à l'âge de 5 ans.
À quatorze ans, alors qu'il est élève au lycée Périer de Marseille, il participe au concours général et termine premier tant aux épreuves de latin qu'aux épreuves de grec.
À quinze ans, il obtient son baccalauréat avec la mention très bien.
Après des classes préparatoires au lycée Louis-le-Grand, il est admis 1er en 1967 au concours d'entrée à l'École normale supérieure (section sciences, battant le record de points jusque-là détenu par le mathématicien Henri Poincaré, qui l'avait passé 80 ans plus tôt), établissement d'où il sort en 1970 avec le titre de docteur en mathématiques, obtenu en une seule année. Il passe ensuite deux années à l'université Harvard (juin 1970-juin 1972), où il étudie l'économie et les finances publiques,.
En 1971, il revient en France pour soutenir à la faculté des sciences de l'Université de Paris sa thèse sur l'analyse factorielle des correspondances continues.
Enfin, de 1974 à 1976, il est étudiant à l'École nationale d'administration (ENA) (promotion Guernica) et sort dans la « botte ». Il fréquente alors Serge Weinberg qui sera plus tard le dirigeant de Weinberg Capital Partners.

## Débuts professionnels

### Au service de l'État
Jean-Charles Naouri intègre le corps de l'inspection générale des finances en 1976.
En juin 1980, il accède à la direction du Trésor.
Directeur de cabinet de Pierre Bérégovoy de 1982 à 1986, successivement au ministère des Affaires sociales puis au ministère de l'Économie et des Finances, il est à l'origine de la réforme des marchés financiers entre 1984 et 1986 : création du MATIF, du MONEP, des certificats de dépôt, des billets de trésorerie et des obligations assimilables du Trésor (OAT).
Il est, à travers le « rapport Naouri », le principal architecte de la dérégulation des marchés financiers en France du fait de l'allégement du contrôle des changes et de la suppression de l'encadrement du crédit,.
Il lance les produits dérivés. Ces mesures ont notamment pour conséquence la suppression des réserves obligatoires sur les crédits accordés par les établissements bancaires et sont aujourd'hui considérées par de nombreux experts comme en partie à l'origine du gonflement incontrôlé de la masse monétaire et de la dette, phénomène qui donnera naissance à la crise bancaire et financière de l'automne 2008.
Cette réforme a permis néanmoins de moderniser l'économie et le système financier français, alors en décalage croissant avec les grandes places financières internationales. Le rapport Naouri a permis d'instaurer l'ouverture du système bancaire et de faciliter l'accès direct des entreprises aux marchés financiers. Selon une étude de la Banque de France, « un assouplissement de la réglementation et une ouverture des marchés étaient nécessaires » pour faciliter la mise en concurrence des réseaux bancaires, laquelle s'exerce désormais sur l'ensemble des crédits. La gestion financière des entreprises aura par « ailleurs été profondément modifiée et sera ainsi devenue source de rentabilité », selon Françoise Renversez, pour permettre le financement de l’économie française et préparer l'entrée dans l'Union économique et monétaire.

### Rothschild &CieBanque
En 1987, marginalisé au ministère des Finances depuis la victoire de la droite en 1986, Jean-Charles Naouri quitte la fonction publique et rejoint Rothschild & Cie Banque en tant qu'associé-gérant. C'est le premier associé-gérant à ne pas appartenir à la famille Rothschild.
Pour cela, la banque est transformée en société en commandite dont tous les associés-gérants sont responsables sur leurs biens personnels. Il crée parallèlement le fonds d'investissement Euris SAS, qui prend des participations minoritaires dans des entreprises industrielles et accroît rapidement ses capacités d'intervention.
En 1988, il est l'un des principaux protagonistes de l'affaire de la Société générale, raid lancé par Georges Pébereau et initié par Pierre Bérégovoy contre la Société générale. Il est accusé de délit d'initié mais l'affaire se solde pour lui par un non-lieu.

### Grande distribution
Il rachète, en 1991, le distributeur breton Rallye, en proie à de graves problèmes de trésorerie.
Il apporte Rallye au Groupe Casino, dont il devient le premier actionnaire en 1992.
Cette prise de participation majoritaire se fait avec très peu de fonds, selon un schéma qu'il reproduit pour toutes ses acquisitions : arrivant en « chevalier blanc », il prend initialement des parts minoritaires assorties d'options pour en prendre le contrôle ultérieurement. Il empile les structures financières, les sociétés acquises devant rembourser l'endettement nécessaire à leur acquisition,. Ce sont ces options qui, en 1997, lui permettent de l'emporter contre Promodès lors de l'offre publique d'achat (OPA) hostile lancée par celle-ci sur le groupe Casino,.
Ce système, que Vincent Bolloré qualifie de poulies bretonnes, permet à un actionnaire de prendre le contrôle d'un groupe important avec un apport faible en capital personnel. Il a été conçu par le banquier Antoine Bernheim pour l'aider à construire son groupe.
Il prend la présidence opérationnelle de Casino en mars 2005 revendant ses activités peu rentables en Pologne, aux États-Unis, à Taïwan et aux Pays-Bas et renforçant sa présence dans des pays en forte croissance. Casino devient ainsi le premier distributeur alimentaire en Amérique du Sud (Brésil et Colombie notamment), dans l’Océan Indien, au Viêt Nam et le deuxième en Thaïlande.[réf. nécessaire]
Il multiplie les acquisitions, toujours en recourant aux mêmes méthodes.

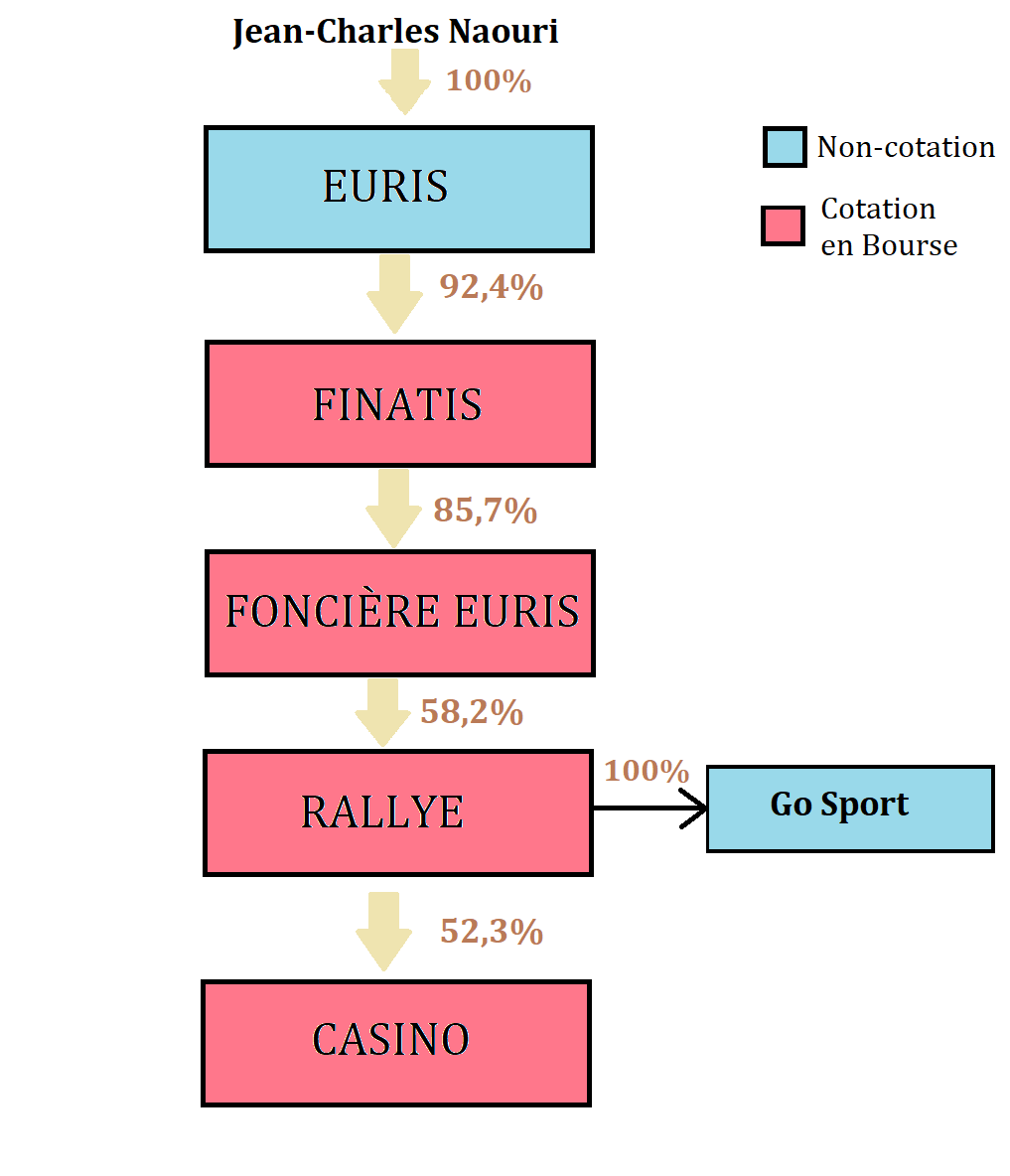
Schéma simplifié de la structure financière de Jean-Charles Naouri. Données 2021.

Il prend ainsi en septembre 1997 une participation majoritaire dans le réseau Franprix-Leader Price,. Ce double investissement a donné lieu à une bataille juridique de plus de trois ans avec la famille Baud et François Fiat, les anciens propriétaires. Cette procédure s'est finalement soldée par une condamnation de Robert Baud,,.
La reprise de Leader Price lui permet notamment de positionner le groupe Casino sur le secteur du discount. Cette même année, il reprend l'enseigne SPAR en France, puis rachète en 1998 l'enseigne Vival, premier franchiseur alimentaire de France.
En 2012, Casino prend le contrôle du groupe brésilien Pão de Açúcar,,, principal employeur privé du pays. Le groupe acquiert également les 50 % restants de Monoprix et en devient le propriétaire exclusif,.
En mai 2019, surendettée avec une dette globale de 3,3 milliards d'euros, la société Rallye, holding de contrôle des groupes de distribution Casino et Go Sport, est contrainte de se placer sous la protection du tribunal de commerce de Paris et obtient l'ouverture d'une procédure de sauvegarde. Casino avait terminé l'année 2018 avec une perte de 54 millions d’euros. Si, selon le quotidien Libération, c'est la stratégie d'endettement du groupe pratiquée de très longue date par Jean-Charles Naouri, qui a entraîné la situation actuelle, « de nombreux observateurs jugent que la crise du modèle des hypermarchés est en réalité le véritable déclencheur de la crise ». Pour l'économiste Éric Pichet, si le placement de Rallye sous procédure de sauvegarde est une bonne chose pour la pérennité de l'entreprise, cet évènement « marque la victoire des analystes financiers indépendants qui dénonçaient l'endettement démesuré du groupe, des hedge funds qui ont vendu le titre à découvert et des lanceurs d'alerte qui ont tenté sans succès d'attirer l'attention de l'Autorité des marchés financiers (AMF) sur l'opacité des comptes malgré les intimidations et les pressions de la direction du groupe ».
Le 1er juin 2023, Jean-Charles Naouri, PDG de Casino, est auditionné dans les locaux de la police judiciaire parisienne dans le cadre de l'enquête pour « manipulation de cours en bande organisée, corruption privée active et passive » et « délit d’initié ». 
Durant l'été 2023, la crise que traverse l'entreprise acculée par les dettes a pour conséquence la perte de contrôle de Jean-Charles Naouri sur celle-ci,.

## Affaires judiciaires

### Manipulation de cours
Le 1er juin 2023, Jean-Charles Naouri est placé en garde à vue dans le cadre d'une enquête financière du parquet national financier pour des faits datant de 2018 et 2019. Il est soupçonné d'avoir manipulé les cours et commis un délit d'initié avec Nicolas Miguet, patron de presse financière. Il est soupçonné d'avoir payé l'éditeur de presse Nicolas Miguet pour défendre le titre entre 2018 et 2019. Ses avocats, Mes Marie-Alix Canu-Bernard et Olivier Baratelli, dénoncent alors auprès de l'AFP les « insuffisances graves » des investigations.

### Violences conjugales et viol
En juin 2023, le tribunal de Nanterre ouvre une enquête pour violences conjugales et viol à l'encontre de Jean-Charles Naouri. Cette enquête fait suite à des dépôts de plainte de Mme Naouri en date de février et octobre 2022.

## Mandats actuels
- président-directeur général de Casino[54], Guichard-Perrachon (jusqu’au 27 mars 2024)
- président de Euris SAS
- président du conseil d'administration de Rallye[55]
- président du conseil d'administration de la Companhia Brasileira de Distribuição (CBD)
- président-directeur général de Casino Finance
- administrateur de F. Marc de Lacharrière (Fimalac)
- membre du conseil consultatif de la Banque de France

### Mandats exercés au sein de fondations
- président de la Fondation Euris[56]
- vice-président de la Fondation d’entreprise groupe Casino[57]

### Mandats exercés dans des organisations d'intérêt général
- président d’honneur et administrateur de l’Institut de l’École normale supérieure

### Mandats exercés pour le compte de l'État
- Le 20 janvier 2013, à la demande de Laurent Fabius (ministre des Affaires étrangères), Jean-Charles Naouri a accepté de devenir le représentant spécial du ministre des Affaires étrangères pour les relations économiques avec le Brésil. Il a remis son rapport de fin de mission en septembre 2015[58].

## Prix et récompenses
- Chevalier de la Légion d'honneur (20 juillet 2004)[59].
- Officier de la Légion d’honneur (1er janvier 2013).

## Ouvrages
- Christian Stoffaës et Jacques Victorri, Nationalisations, Paris, Flammarion, 1977, 434 p. (« Jacques Victorri » est le pseudonyme de plusieurs auteurs : Jean-Charles Naouri, Baudouin Prot et Michel de Rosen).
- Naouri, Jean-Charles, dir., Livre blanc sur la réforme du financement de l'économie, Paris, ministère de l'Économie, des Finances et du Budget, La Documentation française, 1986.